# Sergentomyia buruensis
Sergentomyia buruensis är en tvåvingeart som beskrevs av Lewis och Dyce 1989. Sergentomyia buruensis ingår i släktet Sergentomyia och familjen fjärilsmyggor. Inga underarter finns listade i Catalogue of Life.